# Chartella papyracea
Chartella papyracea är en mossdjursart som först beskrevs av Ellis och Daniel Solander 1786.  Chartella papyracea ingår i släktet Chartella och familjen Flustridae. Inga underarter finns listade i Catalogue of Life.